# Де Матос Соарес, Артур
А́ртур Аугу́сто де Ма́тос Соа́рес (порт.-браз. Arthur Augusto de Matos Soares); род. 17 марта 2003, Белу-Оризонти) — бразильский футболист, крайний защитник немецкого клуба «Байер 04» и сборной Бразилии.

## Клубная карьера
Воспитанник «Америка Минейро», Артур дебютировал за основную команду клуба 15 мая 2022 года в матче бразильской Серии А против «Коритиба».
3 апреля 2023 года немецкий клуб «Байер 04» объявил о трансфере Артура, который присоединился к клубу 1 июля 2023 года. Он подписал контракт до 30 июня 2028 года.

## Карьера в сборной
Зимой 2023 года Артур вместе с молодёжной сборной Бразилии стал победителем чемпионата Южной Америки для игроков до 20 лет.
25 марта 2023 года дебютировал за сборную Бразилии, выйдя на замену в товарищеском матче против Марокко.

## Достижения
«Байер 04»
- Чемпион Германии: 2023/24
- Обладатель Кубка Германии: 2023/24
- Обладатель Суперкубка Германии: 2024

Сборная Бразилии
- Чемпион молодёжного чемпионата Южной Америки: 2023